# 豆腐細花介
豆腐細花介（学名：Leptocythere dwarfia）为細花介科細花介屬下的一个种。